# ターン・オン・ユア・ラヴ・ライト
「ターン・オン・ユア・ラヴ・ライト」（Turn On Your Love Light）は、ボビー・ブランドが1961年に発表したR&Bの楽曲。多数のミュージシャンにカバーされている。

## 概要
ボビー・ブランドのツアー・バンドのリーダーでアレンジャーでもあるジョー・スコットによって書かれた。クレジット上は、ブランドが所属するデューク・レコードのオーナーのドン・ロビー（ディアドリック・マローン名義で）とスコットとの共作とされている。
1961年11月、シングルとして発売された。ビルボード・Hot 100で28位を記録。ビルボードのHot R&B Singlesチャートでは2位を記録した。
1999年に本作品はグラミーの殿堂入りを果たした。

## グレイトフル・デッドのバージョン
「ターン・オン・ユア・ラヴ・ライト」は1967年頃からグレイトフル・デッドのコンサートのハイライト曲として演奏されるようになった。リード・ボーカルはピッグペン（Ron "Pigpen" McKernan）。1969年発表のライブ・アルバム『ライヴ/デッド』に収録され、ウッドストック・フェスティバルでも披露された。1974年に発売されたコンピレーション・アルバム『Skeletons from the Closet: The Best of Grateful Dead』には、『ライヴ/デッド』のバージョンを6分30秒に縮めたものが収録されている。

## その他のバージョン
- ジーン・チャンドラー - 1962年のアルバム『The Duke of Earl』に収録。
- バーバラ・ルイス - 1964年のアルバム『Snap Your Fingers - Barbara Lewis Sings the Great "Soul" Tunes』に収録。
- ゼム - 1966年のアルバム『Them Again』に収録。
- ライチャス・ブラザース - 1966年のアルバム『Soul and Inspiration』に収録。
- ザ・ヤング・ラスカルズ - 1967年のアルバム『Collections』に収録。「ミッキーズ・モンキー」とのメドレー。
- ザ・ヒューマン・ベインズ - 1968年のシングル。邦題は「恋に灯をつけろ」。
- トム・ジョーンズ - 1969年のライブ・アルバム『Tom Jones Live in Las Vegas』に収録。
- エドガー・ウィンターズ・ホワイト・トラッシュ - 1972年のライブ・アルバム『Roadwork』に収録。
- ボブ・シーガー - 1972年のアルバム『Smokin' O.P.'s』に収録。
- グレッグ・オールマン - 1974年のライブ・アルバム『The Gregg Allman Tour』に収録。
- パラマウンツ - 1983年のアルバム『Whiter Shades of R 'n' B』に収録。
- ブルース・ブラザース - 1998年公開の映画『ブルース・ブラザース2000』で演奏された。